# Nambalia roychowdhurii
Nambalia roychowdhurii es la única especie conocida del género extinto Nambalia de dinosaurio saurisquio sauropodomorfo basales que vivió a final del período Triásico entre el Noriense  y el Rhaetiense hace aproximadamente desde 216 a 203 millones de años, en lo que ahora es el subcontinente indio. Es conocido del holotipo ISI R273, partes 1-3, un material del esqueleto postcraneal parcialmente articulado y de los paratipos ISI R273, partes 4-29, incluyendo un esqueleto postcraneal parcial de al menos dos individuos de diferentes tamaños encontrados en una asociación cercana y siendo uno de ellos casi tan grande como el del holotipo. ISI R273 fue descubierto y recuperado de la parte superior de la Formación Maleri dentro de la Cuenca Pranhita–Godavari, al norte del pueblo de Nambal. Fue descrito y nombrado originalmente por Fernando E. Novas, Martín D. Ezcurra, Sankar Chatterjee y T. S. Kutty en 2011 y la especie tipo es Nambalia roychowdhurii. El nombre del género se deriva del pueblo indio de Nambal que se encuentra cerca de la localidad tipo. El nombre de la especie honra al Dr. Roy Chowdhuri, por su investigación sobre las faunas de vertebrados de la India en el Triásico. Un análisis cladístico hecho por Novas et al. halló que Nambalia es basal con respecto a Efraasia, Plateosauravus, Ruehleia y Plateosauria, pero más derivado que Thecodontosaurus, Pantydraco, y los Guaibasauridae. Nambalia fue encontrado junto con el plateosáurido Jaklapallisaurus, un guaibasáurido, y dos dinosauriformes basales.